# Hyphoderma nemorale
Hyphoderma nemorale är en svampart som beskrevs av K.H. Larss. 1998. Hyphoderma nemorale ingår i släktet Hyphoderma och familjen Meruliaceae.  Arten är reproducerande i Sverige. Inga underarter finns listade i Catalogue of Life.